# Савченко, Борис Иванович
Борис Иванович Савченко (укр. Борис Иванович Савченко, род. 10 апреля 1939, с. Анатольевка, Одесская область) — советский и украинский киноактёр и кинорежиссёр, педагог. Народный артист Украины (2004).

## Биография
Родился 10 апреля 1939 года в селе Анатольевка Одесской области.
Окончил Одесское театрально-художественное училище (1960), актёрский факультет ВГИКа (1965, мастерская Ю. Геники и В. Шишкова), режиссёрское отделение кинофакультета КГИТИ имени И. К. Карпенко-Карого (1971).
В кино дебютировал как актёр (в эпизоде «На семи ветрах»).
Председатель Национального союза кинематографистов Украины.
С 1971 года — режиссёр Киевской киностудии имени А. П. Довженко. Педагог КГИТИ имени Карпенко-Карого.

## Фильмография

### Режиссёрские работы
- 1976 — Память земли
- 1981 — Мужество
- 1982 — Ещё до войны
- 1985 — Легенда о бессмертии
- 1986 — Игорь Саввович
- 1988 — Земляки
- 1990 — Меланхолический вальс
- 1992 — Ради семейного очага

### Актёрские работы
- 1962 — На семи ветрах — эпизод
- 1964 — Сокровища республики — Василий Свешников
- 1965 — Герой нашего времени — Янко
- 1965 — Дни лётные — летчик
- 1965 — Месяц май — Иван Донченко
- 1966 — Их знали только в лицо — Сандро
- 1966 — Лишний хлеб — Левко
- 1968 — Беглец из «Янтарного» — Игорь
- 1968 — Каменный крест — Дмитро
- 1968 — Трембита — Алексей Сомов
- 1969 — В одном южном городе — Семен
- 1969 — Остров Волчий — летчик
- 1970 — Мир хижинам — война дворцам — Полпатов
- 1971 — Захар Беркут — тухолец
- 1971 — Иду к тебе... — революционер
- 1973 — Когда человек улыбнулся — Роман
- 1974 — Гуси-лебеди летят — лесник
- 1974 — Марина
- 1989 — Ничего не случилось
- 1992 — Тарас Шевченко. Завещание — Яков Кухаренко

## Награды и премии
- Заслуженный деятель искусств Украины (1995)[1]
- Народный артист Украины (2004)[2]